# Qunu
Qunu (IPA: ˈk͡ǃuːnu) ist ein Dorf in der südafrikanischen Provinz Ostkap.

## Geographie
Qunu liegt etwa 32 Kilometer südwestlich von Mthatha, der Hauptstadt der ehemaligen Transkei. Der Ort liegt an der Nationalstraße N2 zwischen Butterworth und Mthatha. 2001 hatte Qunu 213 Einwohner.

## Nelson Mandela
Der ehemalige südafrikanische Präsident Nelson Mandela wurde in der Nähe von Qunu geboren und wuchs hier auf. In seinem Buch Long Walk to Freedom beschreibt Mandela den Ort als den Platz, an dem er seine glücklichsten Kindheitsmomente erlebte.
Nach seinem Rückzug aus der Politik 1999 hatte Mandela in Qunu einen Alterswohnsitz. Dazu gehörten ein Nachbau des letzten Hauses, in dem Mandela inhaftiert war, und eine Villa. Daneben gibt es eine Zweigstelle des Nelson Mandela Museum. Nachdem Mandela auch nach seinem Rückzug aus der Politik überwiegend in Johannesburg gewohnt hatte, zog er am 14. Juli 2011 nach Qunu. Am 15. Dezember 2013 wurde er hier beigesetzt.